# 奥恩巴赫
奥恩巴赫是德国莱茵兰-普法尔茨州的一个市镇。总面积3.90平方公里，总人口805人，其中男性427人，女性378人（2011年12月31日），人口密度206人/平方公里。